# Storia della metropolitana di Madrid

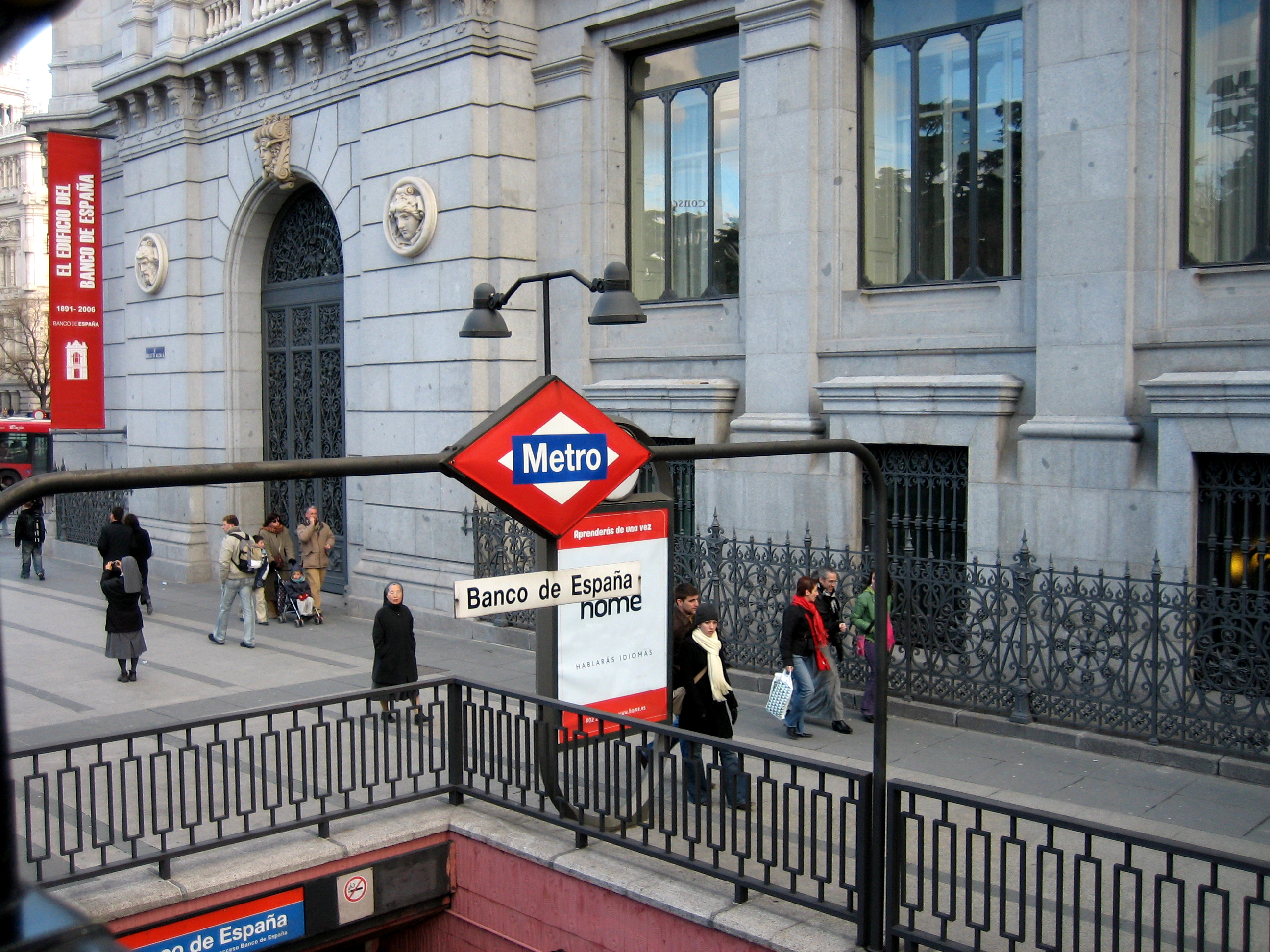
Tipico ingresso, alla stazione di Banco de España

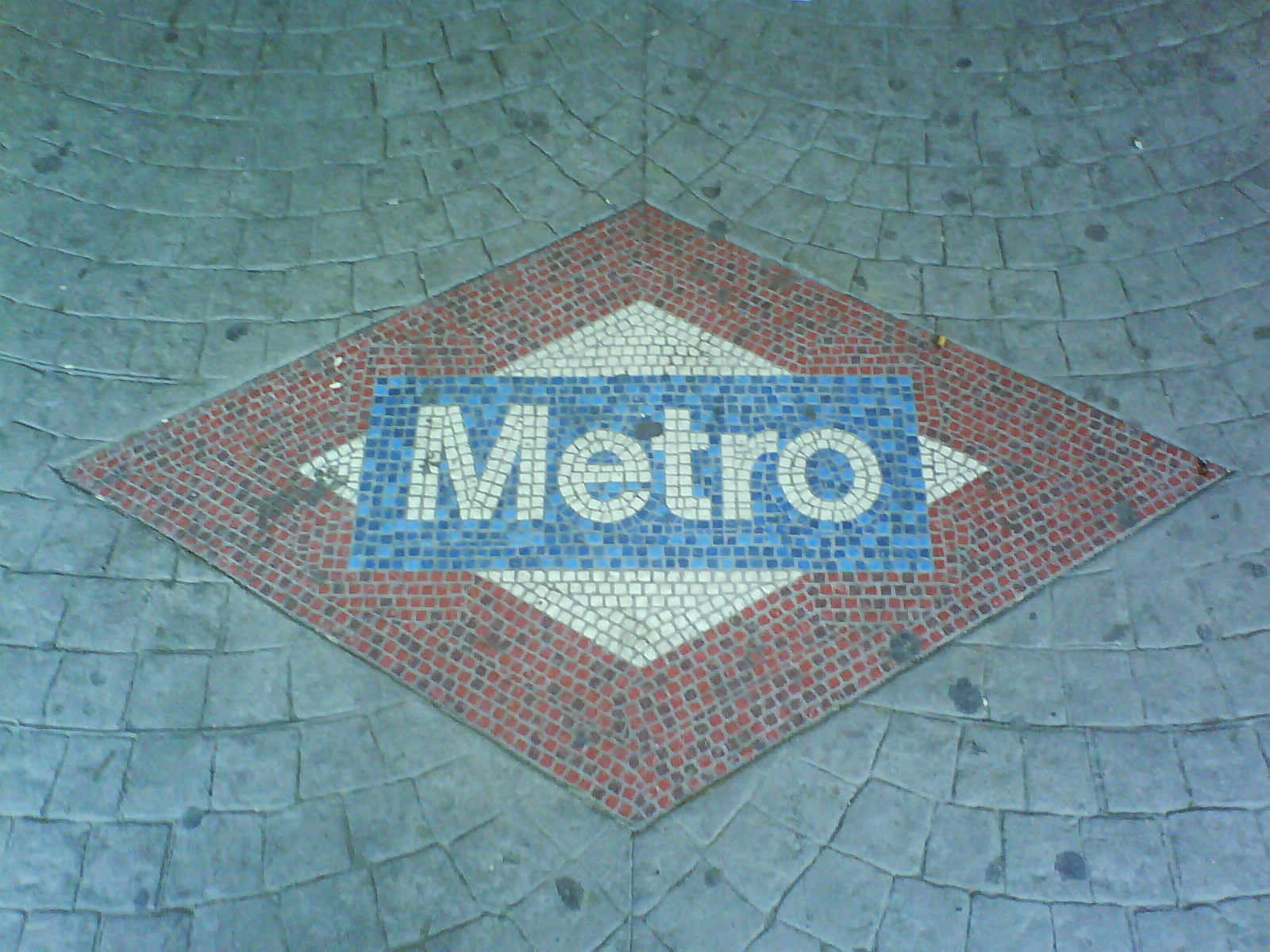
Logo della metro fatto a mosaico

La metropolitana di Madrid costituisce la terza metropolitana più estesa d'Europa dopo quella di Londra e Mosca e la nona del mondo, vantando 294 km di linee. A partire dall'anno 2000, il sistema metropolitano ha visto una veloce crescita, diventando una delle reti con la crescita più elevata in tutto il mondo. La metropolitana di Madrid è gestita dal Consorcio Regional de Transportes de Madrid, fu inaugurata il 17 ottobre 1919 dal re Alfonso XIII e conta 276 stazioni, delle quali 235 servono una sola linea, 28 ne servono due, 12 ne servono tre e la stazione di Avenida de América ne serve quattro. In tre stazioni (Tres Olivos, Estadio Olímpico e Puerta de Arganda) bisogna effettuare un cambio di treno all'interno della linea e 21 stazioni hanno corrispondenza con la rete di Cercanías di Madrid. Se si tiene conto delle linee che passano per ogni stazione, il numero delle stazioni sale a 301.
È composta da 12 linee principali e da un collegamento, chiamato Ramal o Linea R, tra le stazioni Ópera e Príncipe Pío.

## La Compañía Metropolitana Alfonso XIII

### 1880-1916: i primi progetti

La tratta tra Cuatro Caminos e Sol aperta nel 1919

Ampliamenti della rete tra il 1920 e il 1926

Il 31 maggio 1871 entrò in funzione il primo tram trainato da cavalli, cui fece seguito nel 1879 il primo tram a vapore. Nel 1892 il centro città era così sovraffollato di tram che l'ingegnere Pedro García Faria propose la costruzione di un sistema di linee metropolitane. Faria presentò un progetto con cinque linee sotterranee per il trasporto di viaggiatori, che avrebbero dovuto anche essere in grado di trasportare merci. Il sindaco di Madrid, Álvaro de Figueroa y Torres, diede a Faria la concessione per realizzare il progetto, ma i lavori non vennero mai eseguiti e la concessione scadde nel 1917 senza che il progetto vedesse la luce. Si trattava del primo progetto per la costruzione di un sistema di linee metropolitane, nel quale i convogli erano suddivisi in tre classi, con diverse tariffe.
La rete tranviaria venne totalmente elettrificata tra il 1898 e il 1906, quindi in quegli anni scomparirono progressivamente i tram trainati da cavalli, mentre quelli a vapore rimasero in servizio fino al 1931. Nel 1913, quando Madrid contava una popolazione di 600.000 abitanti, gli ingegneri Carlos Mendoza, Miguel Otamendi e Antonio González Echarte presentarono un nuovo progetto consistente in quattro linee con una lunghezza totale di 154 km. Il loro percorso comprendeva la base di quello che oggi sono le linee 1, 2, 3 e 4 della metropolitana di Madrid. Nel 1915 Otamendi presentò un progetto ferroviario metropolitano per la città di Madrid, richiedendo la concessione dei lavori, che fu accordata il 19 settembre 1916.

### 1917: i lavori della prima linea
All'inizio quasi nessuno credeva nel progetto, all'epoca considerato troppo prematuro. Il Banco Bilbao Vizcaya Argentaria aveva contribuito con quattro milioni di pesetas, ma erano necessari ulteriori quattro per poter avviare i lavori. Lo stesso re contribuì con un milione di pesetas, dimostrando la sua fiducia e offrendo credibilità al progetto e alla società.
Antonio Palacios, l'architetto della compagnia, divenne il responsabile della realizzazione del progetto e della progettazione delle stazioni, degli accessi e degli edifici della compagnia, così come il deposito di Cuatro Caminos. Il 24 gennaio 1917 Otamendi e i suoi soci fondarono la società Compañía Metropolitano Alfonso XIII. Il 23 aprile dello stesso anno iniziarono i lavori per la costruzione ma, a causa dello scoppio della prima guerra mondiale in Europa, per la costruzione della linea vennero acquistati materiali di seconda mano, ad esempio i motori elettrici, che vennero comprati dalla società che gestiva la metropolitana di Parigi.

### 1919: l'inaugurazione della prima linea
Il 17 ottobre 1919 il re Alfonso XIII inaugurò la prima linea della metropolitana di Madrid. La linea era lunga 3,48 km, con 8 stazioni (Cuatro Caminos, Ríos Rosas, Martínez Campos, Chamberí, Glorieta de Bilbao, Hospicio, Red de San Luis e Puerta del Sol) e l'intero tragitto richiedeva 10 minuti. L'apertura al pubblico avvenne il 31 ottobre dello stesso anno. La rete metropolitana si rivelò sin da subito un successo, tant'è che nel primo anno venne utilizzata da oltre 14 milioni di utenti.

### 1920-1926: ampliamenti e nuove linee
Il 26 dicembre 1921 la linea 1 fu prolungata fino alla stazione Mediodía, l'attuale Atocha. L'8 maggio 1923 la linea 1 fu ancora prolungata fino alla stazione di Puente de Vallecas.
Il primo tratto della linea 2, tra Sol e Plaza de Las Ventas, venne inaugurato il 14 giugno 1924. Nello stesso anno il comune di Madrid decise di istituire per la rete metropolitana un biglietto di andata e di ritorno, che favorì un maggiore utilizzo della rete metropolitana presente in quel periodo. Il 21 ottobre 1925 la linea 2 fu prolungata dalla stazione Sol fino a Quevedo. Il 27 dicembre dello stesso anno fu aperta la linea R, o Ramal, tra le stazioni di Opera e la Estación del Norte (ora Príncipe Pío), con una lunghezza di 1,1 km. La stazione era situata vicino alla valle del Manzanarre, in una zona non raggiunta dai tram a causa dell'eccessiva pendenza delle strade. La linea R, nonostante la sua ridotta lunghezza, permise comunque un guadagno nei tempi di percorso. Nel 1920 vennero installati i primi ascensori presso le stazioni di Gran Vía e Sol; le stazioni Martínez Campos, Hospicio e Red de San Luis furono rinominate rispettivamente Iglesia, Tribunal e Gran Vía. Nel 1926 la rete metropolitana madrilena era quadruplicata, passando dai 3,48 km inaugurati nel 1919 a 14,6 km.

## La Compañía Metropolitana de Madrid

Ampliamenti della rete tra il 1927 e il 1935

### 1927-1935: i progetti esteri
In questo periodo il governo spagnolo prese in considerazione progetti d'ampliamento della rete metropolitana anche da parte di architetti stranieri, continuando gli investimenti nell'acquisto di materiale rotabile. Il 6 marzo 1929 la linea 1 fu prolungata da Cuatro Caminos a Tetuán con tre nuove stazioni. Il 10 settembre dello stesso anno la linea 2 fu prolungata da Quevedo a Cuatro Caminos.
A seguito dell'abbandono del paese da parte del re, nel 1931, e della proclamazione della Seconda Repubblica spagnola, la società che gestiva la metropolitana madrilena cambiò nome, passando da Compañía Metropolitana Alfonso XIII a Compañía Metropolitana de Madrid. Nello stesso anno venne installata la prima macchina automatica per la vendita dei biglietti. Il 17 settembre 1932 venne costruita una diramazione sulla linea 2 dalla stazione Goya fino a Diego de León; nel 1958 tale ramo verrà unificato alla linea 4.

### 1936-1939: la guerra civile

Ampliamenti della rete tra il 1936 e il 1939

Ampliamenti della rete tra il 1940 e il 1954

Durante la guerra civile spagnola (1936-1939) il servizio della metropolitana funzionò regolarmente; inoltre, i tunnel della metropolitana servirono da rifugi duranti i bombardamenti. Proprio durante questo periodo (il 9 agosto 1936) entrò in servizio il primo tratto della linea 3 tra Sol e Embajadores, con un totale di tre stazioni. Contemporaneamente, però, il Ramal venne chiuso, in quanto la Estacion del Norte durante la guerra venne occupata e non effettuava servizio passeggeri. Nei tre anni successivi le truppe di Franco assediarono Madrid e il servizio della metropolitana tornò a essere regolare. Durante i combattimenti, i convogli della metropolitana trasportavano sia truppe che cadaveri verso i cimiteri situati ad est della capitale spagnola. Inoltre la diramazione tra Goya e Diego de León venne chiusa e utilizzata come deposito di munizioni. Il 10 gennaio 1938 ci fu un'esplosione all'interno dei tunnel che provocò la morte di un imprecisato numero di persone.
A seguito dell'occupazione di Madrid nel 28 marzo 1939 da parte delle truppe di Franco, i dipendenti della metropolitana socialisti o comunisti furono licenziati e al loro posto vennero assunti simpatizzanti del regime franchista. Durante il regime, sotto l'influenza falangista, i nomi di alcune stazioni vennero cambiati. Al termine della guerra civile la rete metropolitana aveva raggiunto la lunghezza di 27,6 km.

### 1940-1954: la conclusione dei progetti originali
La società che gestiva la rete metropolitana entrò in una crisi economica, in quanto il regime franchista controllava il prezzo dei biglietti e dei salari dei dipendenti, anche se la società non era di proprietà statale. Questo però non bloccò l'ampliamento della rete; infatti il 15 luglio 1941 la linea 3 venne prolungata da Sol a Argüelles; la linea venne ulteriormente prolungata quando il 1 marzo 1951 aprì il tratto tra Embajadores e Legazpi; infine il 23 marzo 1944 fu inaugurato il primo tratto della linea 4 tra le stazioni di Argüelles e Goya. Venne cambiato il nome della stazione di Gran Vía, che diventò José Antonio. Nel 1948 iniziò il processo di smantellamento dei 140 km della rete tranviaria della città, sostituita da nuove linee di autobus e nuove linee di metro. Tale processo fu completato nel 1972, anno dello smantellamento completo della rete tranviaria.
Nel dicembre 1951 il ministro delle Opere Pubbliche approvò un piano di ampliamento dei trasporti per la città di Madrid. Il progetto prevedeva l'ampliamento della rete metro per un totale di 50 km; inoltre nel progetto veniva proposta la costruzione di tratte in superficie, le future Cercanías, per un totale di 60 km. Questa nuova rete di superficie avrebbe dovuto utilizzare gli stessi treni utilizzati sulle linee della metropolitana, ma con una distanza tra le stazioni maggiore (tra i 500 m ai 2 km). Tali progetti però non vennero mai realizzati.

## La Società di costruzione statale

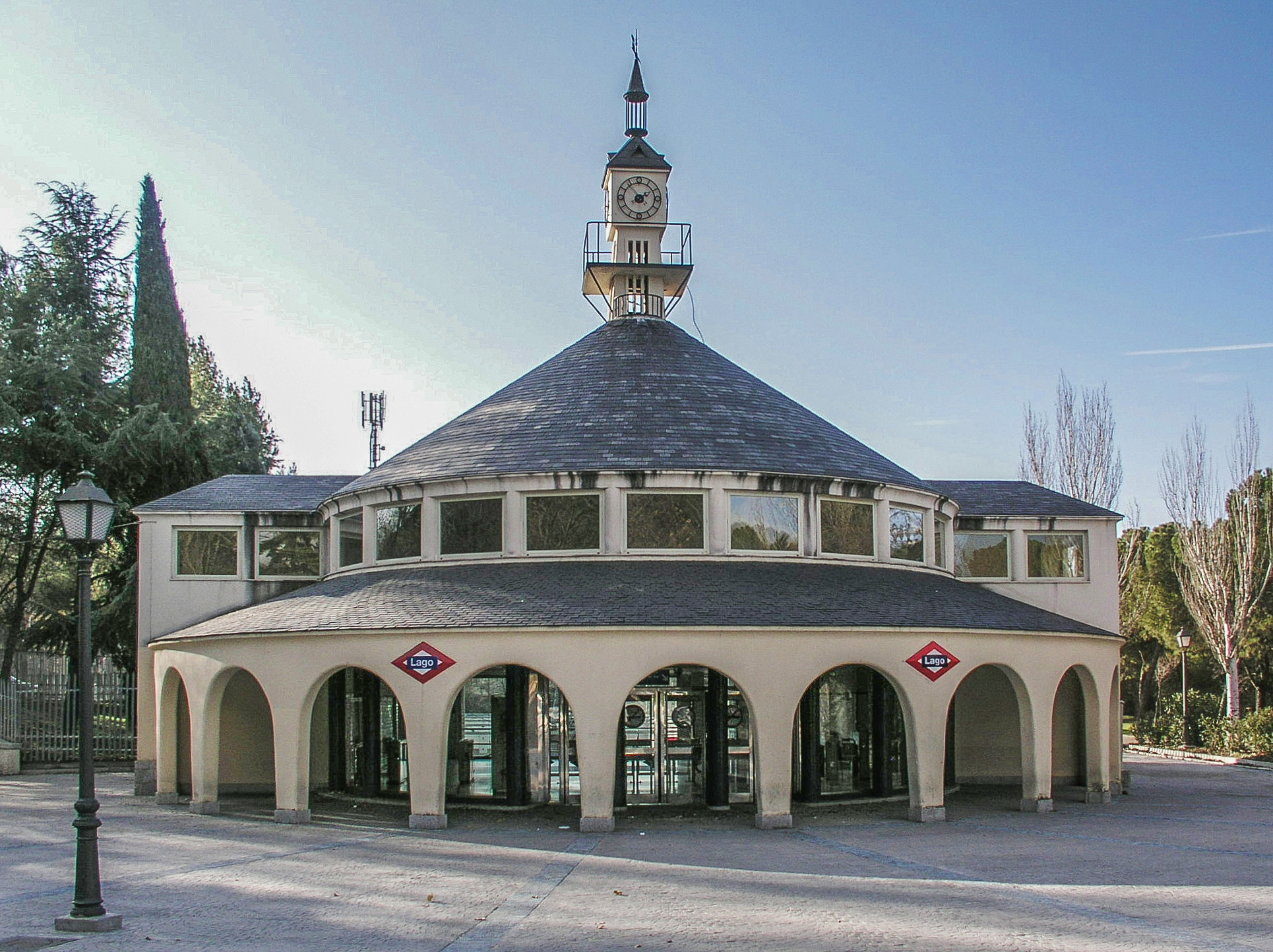
La stazione Lago sulla linea 10

### 1955-1966: la nazionalizzazione della rete

Ampliamenti della rete tra il 1955 e il 1966

Il 22 settembre 1955, con il decreto Ley de Régimen Compartido de Financiación de la Compañía Metropolitano de Madrid, fu creata la Compañía Metropolitano de Madrid che doveva farsi carico della parte commerciale e di manutenzione del servizio tramite l'acquisto del materiale carrozzabile; allo Stato rimase il compito di realizzare le infrastrutture delle nuove linee. Il piano di ampliamento del trasporto per la città presentato nel 1961 ricalcava i progetti proposti all'interno del piano presentato 10 anni prima. 
Con la crescita economica e la crescita demografica della città, che negli anni 50 passò da 1,7 milioni a 2,6 milioni di abitanti, si dovette ampliare la rete metropolitana. Il primo ampliamento fu l'inaugurazione il 4 febbraio 1961 della linea S, l'attuale linea 10, con un percorso che corrisponde all'attuale tratto tra le stazioni di Plaza de España e Casa de Campo (senza quest'ultima stazione, che fu inaugurata nel 2002 e quella di Príncipe Pío inaugurata nel 1996) e la sezione tra le stazioni di Casa de Campo e Carabanchel (sezione che originariamente faceva parte della linea 10, ma che fu poi incorporata alla linea 5). Era la prima volta che lo stato si faceva carico della costruzione di una linea di trasporto pubblico.
Il primo febbraio 1961 fu inaugurato il tratto che prolungava la linea a nord fino a Plaza de Castilla, con la realizzazione di due nuove stazioni: Valdeacederas e Plaza de Castilla. Un anno dopo, il 2 luglio, la linea 1 venne ampliata verso sud fino a Portazgo. La linea era utilizzata da un gran numero di madrileni e la capacità dei treni, di quattro carrozze, era insufficiente rispetto alla domanda. Pertanto, si decise di ampliare le banchine da 60 a 90 m per rendere possibile l'utilizzo di treni di sei carrozze. Questa opera provocò la chiusura della stazione di Chamberí a causa del difficile allargamento e del fatto che rimaneva a meno di 200 m da quella di Iglesia. Coincidendo con questi lavori, in alcune stazioni vennero costruiti nuovi accessi. La stazione Isabel II cambiò nome in Ópera per la presenza del Teatro Real sulla piazza sovrastante la stazione.
Nel 1964 la linea 2 venne nuovamente ampliata da Ventas a Ciudad Lineal; questa tratta fu poi incorporata alla linea 5 quando quest'ultima fu prolungata fino a Ventas.

### 1967-1974: progetto di ampliamento

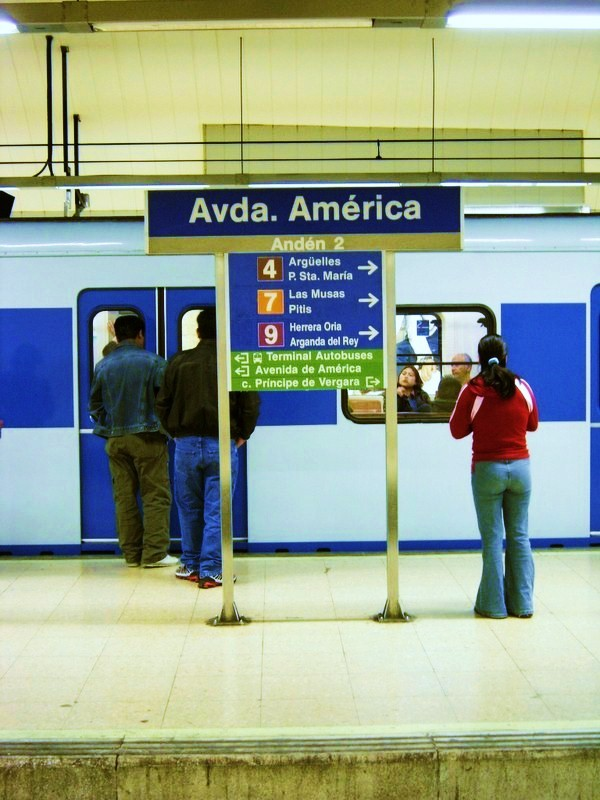
La stazione Avenida de América dove si incrociano 4 linee metro: le linee 4, 6, 7 e 9

Ampliamenti della rete tra il 1967 e il 1977

A seguito dell'aumento della popolazione della città, il governo spagnolo approvò nel 1967 un piano di ampliamento della rete, successivamente rivisto nel 1971. Il piano prevedeva la costruzione di nuove linee, le attuali 6, 7, 9 e 10. Il 5 giugno 1968 si inaugurò la linea 5 tra le stazioni di Callao e Carabanchel, mentre il 17 luglio 1974 aprì il primo tratto della linea 7 tra Pueblo Nuevo e Las Musas.
Gli anni settanta risultano essere difficili per la società della metropolitana madrilena, che per la prima volta, nel 1974, chiuse i conti in perdita. I prezzi dei biglietti aumentarono in seguito al deficit della società, le infrastrutture iniziarono a risentire del tempo, diventando in questo modo obsolete, e aumentarono gli episodi di vandalismo, senza che vi fossero ulteriori sviluppi nell'estensione della rete, che subì quindi un rapido calo degli utenti.

### 1975-1985: il periodo di interventi

Ampliamenti della rete tra il 1978 e il 1985

Con la morte di Francisco Franco, avvenuta il 20 novembre 1975, iniziò per la Spagna un nuovo periodo storico. La situazione di squilibro tra le infrastrutture appena costruite e la necessità di interventi sulle infrastrutture esistenti e sul materiale rotabile, gli elevati costi di gestione e le tariffe non adeguate portarono a un risultato negativo e a una conseguente decapitalizzazione che provocò l'intervento dello Stato. Con il decreto reale del 7 giugno 1978 il governo assegnò al Ministero dei Trasporti il controllo della metropolitana madrilena e ne trasferì la gestione ad un organo di intervento. Il 9 novembre 1979 la società della metropolitana fu nazionalizzata e divenne proprietà della Diputación Provincial de Madrid. La nazionalizzazione consentì l'accesso a maggiori finanziamenti per migliorare le infrastrutture e le misure di sicurezza, con un impatto positivo sul numero di utenti e passeggeri.
In questo periodo furono inaugurate linee i cui lavori erano iniziati secondo il piano di ampliamento del trasporto del 1967, poi revisionato tra il 1971 e il 1974. L'11 ottobre 1979 fu aperto il primo tratto della linea 6 tra le stazioni di Cuatro Caminos e Pacífico. Il 31 gennaio 1980 aprì il primo tratto della linea 9 tra le stazioni di Sainz de Baranda e Pavones.
Nel 1981 la linea 10 fu prolungata da Plaza de España fino alla stazione Alonso Martinez. Nello stesso anno la gestione della linea passò alla Metro e la linea prese la numerazione 10. Il 10 giugno 1982 fu inaugurata la linea 8 tra le stazioni di Nuevos Ministerios e Fuencarral (tratto successivamente inglobato nella linea 10), in occasione dell'inizio del Campionato mondiale di calcio 1982. Con il prolungamento della linea 9 tra le stazioni di Plaza de Castilla e Herrera Oria, avvenuto il 3 giugno 1983, la rete della metropolitana raggiunse i 100 km di lunghezza.

## Il Consorcio Regional de Transportes

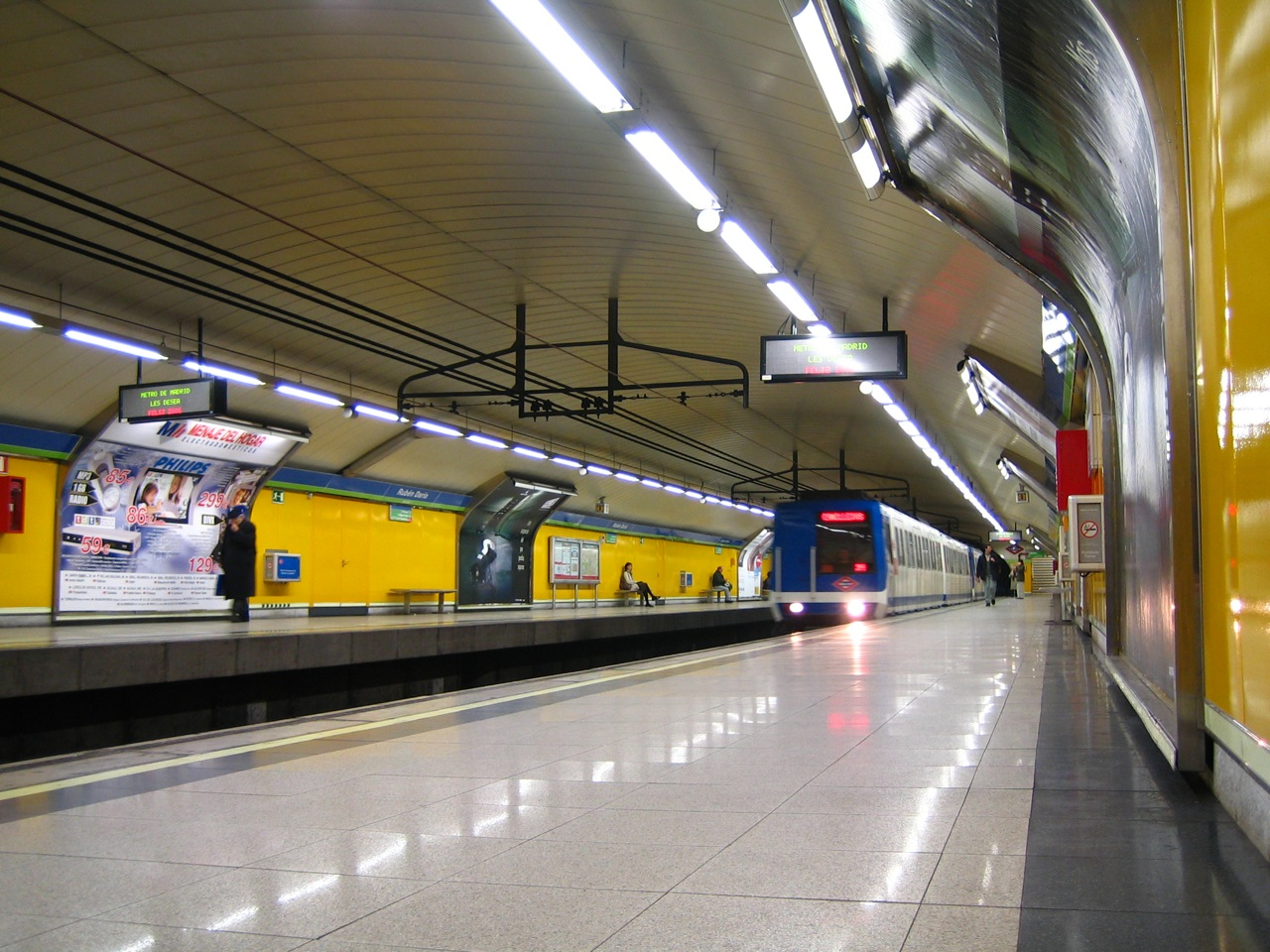
La stazione Rubén Darío sulla linea 5

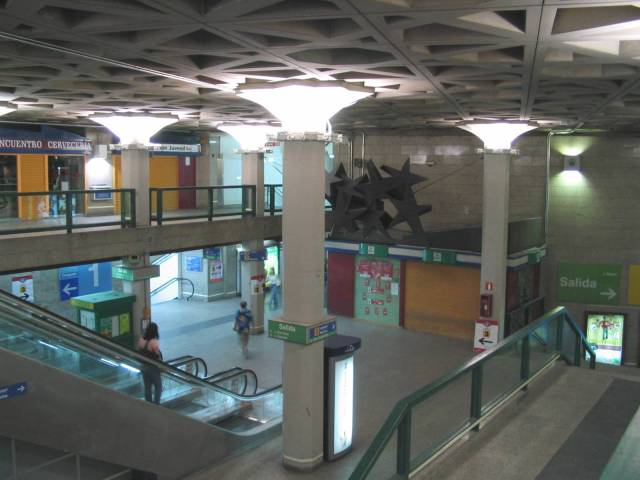
La stazione Sol, una delle più antiche della linea

### 1986-1999: Metro de Madrid S.A. e Transportes Ferroviarios de Madrid
Il 16 dicembre 1985 venne creato il Consorcio Regional de Transportes de Madrid, società che riuniva sotto la stessa amministrazione i vari trasporti della capitale spagnola. Il 31 dicembre 1986 venne trasferita a tale società la titolarità della rete metropolitana, insieme alla capacità di ampliamento della medesima. Nel 1989 la società della metropolitana Madrid acquisì il nome di Metro de Madrid S.A.
Nel 1993 il Consorcio Regional de Transportes de Madrid presentò un piano di sviluppo della rete metropolitana più ambizioso dei precedenti. L'obiettivo era quello che ogni abitante avesse una stazione della metropolitana a 600 metri di distanza al massimo; inoltre il piano prevedeva l'ammodernamento delle linee Cercanías e il miglioramento della loro connessione con le linee della metropolitana.
Nel 1995 il Partito Popolare Spagnolo fece del metro il suo cavallo di battaglia durante il periodo elettorale, ottenendo in questo modo la maggioranza assoluta. Il partito in campagna elettorale aveva promesso che lo sviluppo della rete metropolitana sarebbe stato più veloce rispetto a quello che era stato fatto durante la legislatura del Partito Socialista Operaio Spagnolo. Al fine di limitare al massimo i costi, venne creato un nuovo modello economico. La responsabilità dei finanziamenti venne data alla società Arpegio. Essendo questa società di proprietà del governo regionale, disponeva di grossi capitali che furono dati come garanzie alla banche. Siccome un quarto dei finanziamenti reperiti era destinato alla costruzione di nuove linee metropolitane, il prezzo dei terreni cresceva rapidamente e ciò permetteva di finanziare gran parte del progetto. I lavori erano coordinati da un incaricato che faceva riferimento direttamente all'Assemblea di Madrid.
Durante la prima legislatura di Alberto Ruiz-Gallardón il metro divenne una grande risorsa per il campo elettorale. Molti grandi progetti vennero realizzati in questo periodo. In questo periodo vennero costruiti 57 km di linee con 37 stazioni, portando l'estensione della rete a 171 km con 158 stazioni.
Nel piano di ampliamento del 1995-1999 venne introdotta la creazione di nuove linee, così come il prolungamento delle linee già esistenti. L'obiettivo era quello di superare i 200 km di estensione della rete metropolitana madrilena, nonché l'ammodernamento e l'ampliamento del parco mobile.
Nel 1996, a seguito dell'inaugurazione nel 1995 dell'ultimo tratto della linea 6, fu integrata nella linea 10 la stazione Príncipe Pío, iniziando anche un processo di recupero e di restauro dell'antica stazione Norte.
Nel 1998 fu aperto il prolungamento da Alonso Martinez a Nuevos Ministerios, e successivamente fino a Fuencarral inglobando nella linea 10 la vecchia tratta della linea 8, che andò scomparendo come numerazione all'interno del sistema metropolitana madrileno fino all'inaugurazione della nuova Linea 8 che raggiunge l'Aeroporto di Madrid-Barajas. Nel medesimo anno fu inaugurato il primo tratto della linea 11, consistente di solo tre stazioni: Plaza Elíptica, Abrantes e Pan Bendito. Nello stesso anno la linea 2 venne modificata quando fu inaugurata l'interscambio con la linea 7 presso la nuova stazione di Canal: tale linea non subiva modifiche dal 1954.
La linea 1 venne prolungata fino a Villa de Vallecas, dove fu realizzato un interscambio con le linee Cercanías presso la stazione di Sierra de Guadalupe. Questo ampliamento, della lunghezza di 2,7 km, fu aperto il 4 marzo 1999.

### 2000-2003: Metrosur

Ampliamenti della rete tra il 2000 e il 2003

Durante questo periodo la rete della capitale madrilena venne estesa ai cinque comuni più importante dell'hinterland: Alcorcón, Fuenlabrada, Getafe, Leganés e Móstoles.
Tra il 2000 e il 2003 la Linea 2 subì chiusure parziali per lavori di ammodernamento e di sostituzione del materiale rotabile e dei binari. La linea venne chiusa ulteriormente per lavori nel mese di agosto 2010; in tale periodo la linea venne chiusa per la sua totalità.
Nell'ottobre 2002 il tratto della linea tra Aluche e Casa de Campo venne inglobato alla Linea 5, spostando di conseguenza il capolinea della linea 10 alla stazione di Colonia Jardín.
Nell'aprile 2003 la Linea 10 divenne la seconda linea, dopo la Linea 9, ad uscire dai confini del comune di Madrid, con l'apertura nel comune di Alcorcón della stazione Puerta del Sur. Il medesimo giorno fu inaugurata anche la Linea 12, la cui costruzione costituì l'inizio di una rete di trasporto non concentrica intorno a Madrid. Per la prima volta i cinque comuni più importanti del sud della Comunità di Madrid divennero raggiungibili con l'utilizzo della metropolitana senza la necessità di attraversare Madrid.

### 2004-2007: Metronorte, Metroeste e metropolitana leggera

Ampliamenti della rete tra il 2004 e il 2007

In questi anni alcune delle stazioni vennero ristrutturate e ammodernate per essere accessibili a persone con disabilità motorie.
Il 18 dicembre 2006 venne aperta al pubblico la prima estensione della linea 11 con tre nuove stazioni: San Francisco, Carabanchel Alto e La Peseta, tutte nel quartiere Carabanchel; il 22 dicembre 2006 venne aperta, sulla linea 10, la stazione di Aviación Española tra le stazioni di Cuatro Vientos e di Colonia Jardín; per poter permettere la costruzione della stazione il servizio venne interrotto tra le due stazioni. Sulla medesima linea, il 27 aprile 2007 venne aperto il prolungamento verso nord della linea, consistente nella nuova stazione di Tres Olivos e del tratto tra questa fermata e Hospital Infanta Sofía.
Nel 2007 la linea 1 fu ampliata in entrambe le direzioni: il 30 marzo venne aperta al pubblico la tratta fino alla stazione di Chamartín con interscambio con la stazione di Chamartín, mentre l'11 aprile venne aperta la seconda tratta fino all'attuale capolinea di Pinar de Chamartín. Verso sud venne inaugurata la nuova tratta tra le stazioni di Congosto e Valdecarros. Inoltre, sempre in questo periodo, la maggior parte delle stazioni fu ristrutturata e resa accessibile attraverso la costruzione di ascensori. Il 16 febbraio 2007 si prolungò la linea 2 da Ventas a La Elipa, sotto Calle Alcalá e all'Avenida de Daroca.

### 2008-2019: i prolungamenti e le migliorie delle linee esistenti
Il 5 ottobre 2010 fu inaugurata la stazione di La Fortuna. I lavori iniziarono nel 2007, con una durata di 36 mesi e un costo pari a 200 milioni di euro. Il 19 settembre precedente era iniziato il pre-esercizio della tratta fino all'apertura della linea.
Il 16 marzo 2011 si inaugurò l'ampliamento della linea 2 tra La Elipa e Las Rosas con 4 nuove stazioni.
Sulla linea 10 tra il giugno 2014 e il 1 settembre 2014 vennero realizzati lavori di miglioria tra le stazioni di Colonia Jardín e Puerta del Sur, con la conseguente chiusura delle stazioni che rientravano in quel tratto. I lavori, del costo di 12,5 milioni di euro, hanno migliorato la circolazione dei treni e permesso di aumentare la velocità operativa, passando da 30 km orari a 70 km orari. Inoltre, tra il 8 agosto e il 25 agosto 2015 continuarono i lavori già iniziati nell'estate del 2014. In questa seconda fase la linea venne chiusa tra le stazioni di Plaza de España e Batán. Altra linea che ha subito lavori di miglioramento è stata la linea 12: parti della linea rimasero chiuse nel 2014 e il 2015. La ragione di questi lavori fu la sostituzione delle rotaie e della massicciata. Anche in questo caso i miglioramenti, che hanno avuto un costo di 12,5 milione di euro, hanno permesso ai treni di circolare a più di 70 chilometri all'ora rispetto ai 30 chilometri con cui circolavano prima dei lavori. La linea ha subito altri lavori nel corso del 2018 che hanno comportato la chiusura della linea tra le stazioni di Móstoles Central e Juan de la Cierva.
La linea 1 rimase chiusa dal 21 maggio al 22 ottobre 2016 per le opere di modernizzazione. I lavori riguardarono 13,5 km della linea e 23 stazioni tra Plaza de Castilla e Sierra de Guadalupe. Per sopperire alla mancanza del servizio della linea, vennero rinforzate le linee delle Cercanías e le linee degli autobus. Il totale degli investimenti per queste opere fu di 70 milioni di euro. Il 14 settembre riprese il servizio tra Plaza de Castilla e Cuatro Caminos e tra le stazioni di Alto del Arenal e Sierra de Guadalupe. Il 20 ottobre riaprì il tratto della linea tra Atocha Renfe e Alto del Arenal. Il resto della linea riaprì il 22 ottobre.
A partire dal 20 agosto 2018 la stazione di Gran Vía fu chiusa per l'installazione degli ascensori, l'eliminazione dell'amianto presente all'interno della stazione e la realizzazione della connessione con la stazione Sol delle Cercanias. Sempre in quel periodo la linea rimase chiusa nella tratta tra Tribunal e Sol. Il primo dicembre 2018 la stazione della metro di Atocha fu rinominata Estación del Arte per distinguerla dalla stazione ferroviaria di Madrid Atocha. Nei primi mesi del 2019 sulla linea 1 si iniziò ad installare all'interno delle singole stazioni una segnaletica bilingue in spagnolo e in inglese.
Il 23 marzo 2019 fu inaugurata la stazione di Arroyofresno della linea 7, completata nel 1999 ma mai aperta a causa della poca richiesta di utenti.
Il 1º febbraio 2022 la stazione della metro di Atocha Renfe fu rinominata Atocha, nome lasciato libero oltre 3 anni prima da Estación del Arte.

## Futuro

Mappa degli ampliamenti in programma fino al 2027

Molti sono i progetti proposti per l'ampliamento della rete della metropolitana madrilena.

### Prolungamenti
| Linea | Tratta                                 | Inizio lavori | Inaugurazione (prevista) | Lunghezza | Stazioni | Stato del progetto |
| ----- | -------------------------------------- | ------------- | ------------------------ | --------- | -------- | ------------------ |
|       | Villaverde Alto ↔ El Casar             | 2021          | 2023                     | 2,5 km    | 1        | In progettazione   |
|       | Alameda de Osuna ↔ Aeropuerto T1-T2-T3 | 2022          | 2024                     | 1,5 km    | 1        | In progettazione   |
|       | Plaza Elíptica ↔ Conde de Casal        | 2022          | 2026                     | 6,5 km    | 5        | In progettazione   |
|       | Conde de Casal ↔ Mar de Cristal        | 2022          | 2026                     | 7,5 km    | 5        | In progettazione   |
|       | La Fortuna ↔ Cuatro Vientos            | 2024          | 2026                     | 2,6 km    | 1        | In progettazione   |
|       | Mar de Cristal ↔ Valdebebas            | 2024          | 2027                     | 7,2 km    | 3        | In progettazione   |

#### Linea 3
È in fase di progettazione il prolungamento della linea dall'attuale capolinea Villaverde Alto alla stazione di El Casar, dove si collegherà con la linea 12 e la linea C3 di Cercanías.

#### Linea 5
È in fase di progettazione il prolungamento della linea dall'attuale capolinea Alameda de Osuna alla stazione di Aeropuerto T1-T2-T3, dove si collegherà con la linea 8 e permetterà un collegamento diretto dal centro all'aeroporto.

#### Linea 11
È in fase di progettazione il prolungamento della linea in entrambe le direzioni. Verso nord, da Plaza Elíptica a Valdebebas, i lavori saranno divisi in 3 fasi: la prima prevede il prolungamento fino a Conde de Casal previsto per il 2026, la seconda fino a Mar de Cristal, anche questo previsto per il 2026, e la terza fino a Valdebebas, il cui completamento è previsto per il 2027. Verso ovest la linea verrà prolungata fino a Cuatro Vientos, dove si collegherà alla linea 10.